# Elaphromorpha
Elaphromorpha é um gênero de traça pertencente à família Agonoxenidae.